# 고이키코엔마에역
고이키코엔마에(슈도 대학 앞)역(일본어: 広域公園前(修道大学前)駅, こういきこうえんまえ(しゅうどうだいがくまえ)えき 코오이키코오엔마에(슈우도오다이가쿠마에)에키[*]→광역공원앞역)은 일본 히로시마현 히로시마시 아사미나미구에 있는 히로시마 신교통 1호선의 역이다. 부역명은 "슈도 대학 앞(修道大学前)"이다.
| 1 | ■ 하행 | 종착역 |
| 2 | ■ 상행 | 오즈카 · 오바라 · 조라쿠지 · 다카도리 · 야스히가시 · 비샤몬다이 · 후루이치 · 나카스지 · 기온신바시키타 · 우시타 · 신하쿠시마 · 겐초마에 · 혼도리 방면 |

히로시마 고속 교통의 고이키코엔마에 역은 섬식 승강장 1면 2선의 구조를 갖춘 고가역이다.

## 개요
코인 로커 설치 역. 정기권 발매역.
아스트램 라인의 종착역. 니시히로시마역까지의 연신·접속 계획이 있지만, 현재는 도로를 따라 선로(고가)가 뻗어 잠시 가는 곳에서 끊어져 있어, 이 사이가 인상선으로서 활용되고 있다.

## 인접역
| 히로시마 고속 교통 히로시마 신교통 1호선 | 히로시마 고속 교통 히로시마 신교통 1호선 | 히로시마 고속 교통 히로시마 신교통 1호선 |
| ---------------------------------------- | ---------------------------------------- | ---------------------------------------- |
| 오즈카 혼도리 방면                       | ■ 아스트램 라인                          | 시·종착역                                |

## 같이 보기
- 히로시마 고속 교통 히로시마 신교통 1호선
- 히로시마 고속 교통
- 산프레체 히로시마